# Сурож (футбольний клуб)
Футбольний клуб «Сурож» — український футбольний клуб, який представляє місто Судак Автономної Республіки Крим.
«Сурож» брав участь у чемпіонаті України серед аматорів 1992/93, де посів перше місце у своїй зоні та отримав путівку до Перехідної ліги, третього за значущістю дивізіону України, на наступний сезон.
У Перехідній лізі 1993/94 команда посіла 16 місце серед 18 учасників та покинула дивізіон.
У розіграші чемпіонату України серед аматорів 1994/95 посіла четверте місце у своїй групі.
Також клуб виступав у чемпіонаті Криму, де двічі ставав чемпіоном (у сезонах 1992 та 1996/97 років).
Після анексії Криму Росією «Сурож» взяв участь у Відкритому чемпіонаті Криму, проте знявся з турніру після першого кола.

## Історія назв
- 19?? — 1997 «Сурож» (Судак)
- 1997 — 2007 ВВС «Сурож» (Судак)
- 2007 — н.ч. «Сурож» (Судак)

## Досягнення
- Чемпіон України серед аматорів, зона 6 (1): 1992/93
- Чемпіон Криму (2): 1992, 1996/97

## Всі сезони в незалежній Україні
| Сезон   | Чемпіонат | Чемпіонат | Чемпіонат | Чемпіонат | Чемпіонат | Чемпіонат | Чемпіонат | Чемпіонат | Кубок | Кубок | Кубок | Кубок | Кубок | Кубок | Кубок | Примітка |
| Сезон   | Ліга      | Місце     | І         | В         | Н         | П         | М         | О         | Етап  | І     | В     | Н     | П     | М     | О     | Примітка |
| ------- | --------- | --------- | --------- | --------- | --------- | --------- | --------- | --------- | ----- | ----- | ----- | ----- | ----- | ----- | ----- | -------- |
| 1993/94 | Перехідна | 16 з 18   | 34        | 9         | 8         | 17        | 38−51     | 26        | —     | —     | —     | —     | —     | —     | —     |          |
| Всього  | Перехідна | 1 сезон   | 34        | 9         | 8         | 17        | 38−51     | 26        | —     | —     | —     | —     | —     | —     | —     |          |